# Jean Hachez
Jean Hachez (Schaarbeek, 22 januari 1915 - Ukkel, 5 maart 1996) was een Belgische politicus.

## Levensloop
Hachez was burgemeester van Doornik van 1968 tot 1970. Hij volgde in deze hoedanigheid Louis Casterman op. Zelf werd Hachez opgevolgd door Fernand Dumont. 